# Anton Oberniedermayr

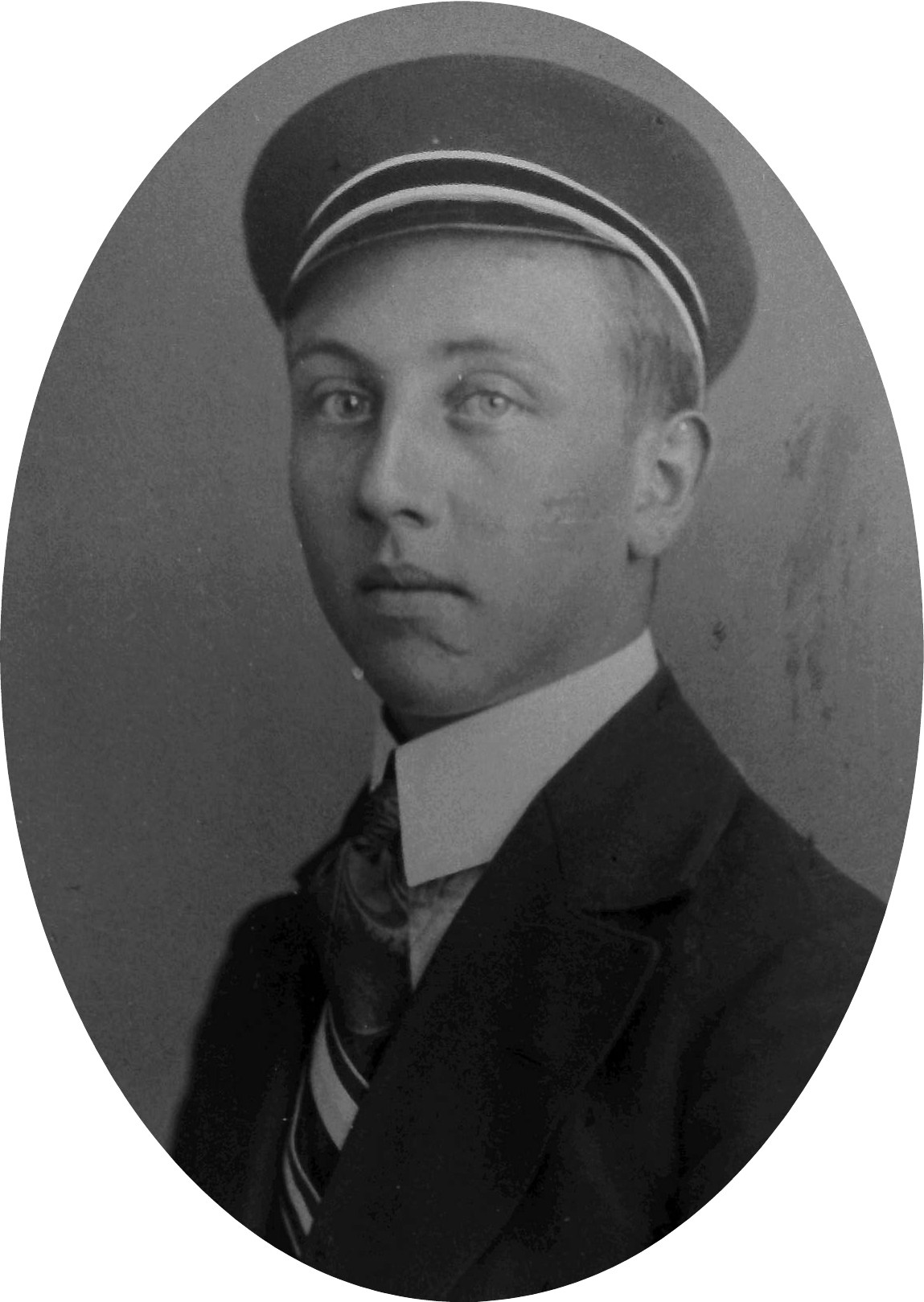
Anton Oberniedermayr (1920)

Anton Oberniedermayr (* 31. Oktober 1899 in Bamberg; † 23. Juli 1986 in Starnberg) war ein deutscher Kinderchirurg. Er gründete die Deutsche Gesellschaft für Kinderchirurgie.

## Familie
Oberniedermayrs Eltern waren Anton August Oberniedermayr (1864–1912), Leutnant in einem Bayerischen Infanterieregiment, und Mathilde Agnes Oberniedermayr geb. Groß (1870–1952). Anton Oberniedermayr war mit der Sängerin Magdalena Friederike geb. Walch verheiratet. Aus der Ehe stammen vier Kinder: Ferdinand, der Künstler Anton, Hans und Magdalena.

## Ausbildung und Beruf
Oberniedermayr besuchte die Grundschulen in Nürnberg und Lindau (Bodensee) sowie das Gymnasium bei St. Anna (Augsburg), wo er das Notabitur bestand. 1917 meldete er sich als Kriegsfreiwilliger. Bis zum Kriegsende war er an der Westfront. 1919 begann er an der Ludwig-Maximilians-Universität Medizin zu studieren. Von 1919 bis 1935 war er Mitglied des Corps Suevia München. Noch 1919 wechselte er an die Westfälische Wilhelms-Universität, wo er sich dem aus Straßburg vertriebenen Corps Suevia Straßburg anschloss. Nach einem Aufenthalt an der Universität Leipzig wurde er 1925 in München als Arzt approbiert und zum Dr. med. promoviert. Anschließend arbeitete Oberniedermayr als Assistenzarzt am Pathologischen Institut in Leipzig, an der Orthopädischen Universitätsklinik in München bei Fritz Lange und von 1926 bis 1930 an der Chirurgischen Universitätsklinik in Würzburg bei Fritz König. 1931 bis 1936 übernahm Oberniedermayr eine Assistentenstelle mit Oberarztfunktion in der chirurgisch-orthopädischen Abteilung der Universitäts-Kinderklinik in München, die im Dr. von Haunerschen Kinderspital von Richard Drachter († 1936) geleitet wurde.
Als überzeugter Anhänger des Nationalsozialismus trat Oberniedermayr zum 1. April 1933 der NSDAP bei (Mitgliedsnummer 1.665.143). Er war Betriebszellenobmann der DAF für die Kinderklinik, Truppführer der Sturmabteilung (1933–1934) und zum Arzt der Hitlerjugend im Bereich Hochland (1934–1942). Bei dem Chirurgen Erich Lexer habilitierte er sich 1936 mit einer Arbeit über den Vesikorenalen Reflux. 1936 übernahm er die kinderchirurgische Abteilung der Universitäts-Kinderklinik in München, deren Leiter er bis 1945 blieb. 1937 nahm Oberniedermayr an einem Pflichtlehrgang der NS-Dozentenakademie teil und wurde 1939 nach Beginn des Zweiten Weltkriegs als Stabsarzt in ein Jagdgeschwader einberufen. Auf Antrag der Universität wurde er 1940 aus der Wehrmacht entlassen und zum apl. Professor für Chirurgie ernannt. Nachdem 1943 die Luftangriffe auf München begonnen hatten, zog er mit seiner Familie nach Fischbachau, später nach Ohlstadt bei Murnau am Staffelsee. Die Münchner Kinderklinik wurde ebenfalls nach Ohlstadt verlegt.
Mit dem Verbot jeder ärztlichen Tätigkeit wurde Oberniedermayr 1945 durch die US-Amerikaner aller Funktionen enthoben. 1946 erhielt er eine Niederlassungsgenehmigung als praktischer Arzt in Ohlstadt. 1948 in einem Spruchkammerverfahren als Mitläufer eingestuft, durfte er wieder den Facharzttitel führen. Er gründete 1948 ein privates Kinderkrankenhaus in Oberammergau, dem er bis zu seiner Wiederernennung zum Professor und Universitätsdozenten 1952 vorstand. Ein Jahr später übernahm er erneut die Leitung der kinderchirurgischen Abteilung an der Universitätskinderklinik. Ab 1954 lebte er mit seiner Familie in Starnberg. Oberniedermayr erhielt 1959 ein planmäßiges Extraordinariat für Kinderchirurgie in München. 1963 gründete er die Deutsche Gesellschaft für Kinderchirurgie. Er wurde 1966 zum Ordinarius ernannt und 1968 emeritiert.

## Leistung
Bis 1933 hatte die deutsche Kinderchirurgie im internationalen Vergleich eine führende Rolle gespielt. Die wissenschaftliche Isolation während des Nationalsozialismus und die fast vollständige Zerstörung des Haunerschen Kinderspitals definierten die neuen Aufgaben des Wiederaufbaus in der Nachkriegszeit. Oberniedermayr verbesserte nach 1954 bereits bestehende Kontakte zu kinderchirurgischen Zentren in den USA, Schweden und Großbritannien und richtete eine eigene Anästhesieabteilung sowie ein Dysmeliezentrum für Kinder mit Missbildungen (durch Thalidomid verursacht, Contergan-Skandal) ein.
Er war Mitbegründer der modernen Kinderchirurgie in Deutschland, die nun eine eigene chirurgische Spezialdisziplin geworden war, und galt als bedeutender Chirurg. Sein Werk umfasst mehr als 100 wissenschaftliche Veröffentlichungen. Er führte die endotracheale Narkose bei kinderchirurgischen Eingriffen ein, entwickelte neue Operations- und Therapieverfahren. 1959 gelang ihm die erste erfolgreiche Trennung von Siamesischen Zwillingen (Xiphopagen). Schwerpunkte der chirurgischen Arbeit waren neurochirurgische Operationen (Hydrocephalus, subdurale Hämatome und Hygrome, Fehlbildungen bei Spina bifida, Schädel-Hirn-Trauma), urologische Operationen (Hypospadie, Phimosen), orthopädische Operationen (Hüftgelenkserkrankungen, Missbildungen), Bauchoperationen (Pankreas, Galle, Hernien, angeborene Zwerchfelldefekte und Bauchspalten) und plastische Operationen (Lippen-Kiefer-Gaumen-Spalten). Darüber hinaus war er Verfasser eines Lehrbuches der Chirurgie und Orthopädie des Kindesalters.

## Berufspolitik
Oberniedermayr lud am 21. September 1957 westdeutsche Kinderchirurgen in das Dr. von Haunersche Kinderspital ein. Aus diesem Treffen entstand die Arbeitsgemeinschaft deutscher Kinderchirurgen, aus der 1963 die Deutsche Gesellschaft für Kinderchirurgie hervorging. Er war von 1963 bis 1964 der erste Präsident der Deutschen Gesellschaft für Kinderchirurgie und wurde 1967 zu ihrem ersten Ehrenpräsidenten ernannt.

## Mitgliedschaften
- Ärztlicher Verein München, 1944
- Deutsche Gesellschaft für Kinderchirurgie, 1963
- Deutsche Gesellschaft für Kinderheilkunde, 1976
- Deutsche Gesellschaft für Chirurgie
- Deutsche Gesellschaft für Kiefer- und Gesichtschirurgie
- Deutsche Gesellschaft für Plastische Chirurgie
- British Association of Pediatric Surgeons
- Spanische Gesellschaft für Kinderchirurgie

## Auszeichnungen
- Ehrenkreuz für Frontkämpfer (1935)
- Bundesverdienstkreuz 1. Klasse (1970)
- Ehrenmitglied der Schweizer Gesellschaft für Kinderchirurgie (1970)

## Schriften
- Die Behandlung der angeborenen Blasenspalte. Medizinische Klinik 36 (1940), S. 971.
- Chirurgie und Orthopädie des Kindesalters. Münchner Medizinische Wochenschrift 93 (1951), S. 550.
- Kinderchirurgie und Kinderorthopädie. Münchner Medizinische Wochenschrift 106 (1964), S. 1636–1642, 1795–1803.
- Behandlung der Phimose und Paraphimose. München 1955.
- Erfolgreiche Trennung Siamesischer Zwillinge. Der Chirurg 30 (1959), S. 481–483.
- mit K. Devens: Zwerchfellhernien und Hiatushernien in der Kindheit. Archiv für klinische Chirurgie 298 (1961), S. 587–603.